# Polikhna
Polikhna (en llatí Polichna, en grec antic Πολίχνα) o Polikhne (Polichne, Πολίχνη) era una ciutat de Creta, veïna de Cidònia. L'any 429 aC els atenencs van ajudar a la ciutat en la seva guerra contra Cidònia, segons Tucídides.
Heròdot diu que aquesta ciutat i la de Prasos van ser les dues úniques de Creta que no es van unir als altres cretencs a l'expedició contra la ciutat de Camicos a Sicília per venjar la mort de Minos.
Les seves ruïnes podrien ser prop d'Armiro o a Lappa (o Lampa), o prop de l'actual Meskla, Prefectura de Khanià.